# Municipio de O'Fallon (Misuri)
El municipio de O'Fallon (en inglés: O'Fallon Township) es un municipio ubicado en el condado de St. Charles en el estado estadounidense de Misuri. En el año 2010 tenía una población de 26560 habitantes y una densidad poblacional de 942,2 personas por km².

## Geografía
El municipio de O'Fallon se encuentra ubicado en las coordenadas 38°48′5″N 90°39′27″O / 38.80139, -90.65750. Según la Oficina del Censo de los Estados Unidos, el municipio tiene una superficie total de 28.19 km², de la cual 28.19 km² corresponden a tierra firme y (0%) 0 km² es agua.

## Demografía
Según el censo de 2010, había 26560 personas residiendo en el municipio de O'Fallon. La densidad de población era de 942,2 hab./km². De los 26560 habitantes, el municipio de O'Fallon estaba compuesto por el 92.44% blancos, el 3.19% eran afroamericanos, el 0.27% eran amerindios, el 1.55% eran asiáticos, el 0.12% eran isleños del Pacífico, el 0.74% eran de otras razas y el 1.7% pertenecían a dos o más razas. Del total de la población el 2.51% eran hispanos o latinos de cualquier raza.